# Преданная революция
«Преданная революция: Что такое СССР и куда он идёт?» — книга о состоянии СССР в 1930-е годы, написанная Львом Троцким в 1936 году. Является одним из наиболее значительных произведений автора. В работе проводится анализ советского политического режима — он определяется как «деформированное рабочее государство» и «бюрократический абсолютизм» — а также прогнозируется его дальнейшее развитие; проводятся параллели между сталинским СССР и нацистской Германией; делается прогноз о грядущей войне. Книга критиковала сталинизм. Была переведена на многие языки; впервые издана в Советском Союзе в 1991 году.

## Описание и история
Данная работа была написана Л. Троцким при содействии его сына — Льва Седова — в период «норвежского затворничества» революционера: после высылки из СССР, во время вынужденной эмиграции в Норвегии. Ей предшествовала масса статей и писем автора на тему Советской России. Исходное название книги, изданной впервые в 1936 году, было «Преданная революция». В первом же русскоязычном издании в Париже она называлась «более академично» — «Что такое СССР и куда он идёт?». Текст русского и иностранных изданий несколько отличается (за счёт дополнений автора, сделанных весной 1937 года), что приводит к путанице: зачастую работу Троцкого, выпущенную под разными заголовками, считают двумя разными произведениями бывшего наркома.
Книга была подготовлена к печати всего за несколько недель до начала Первого московского процесса над «троцкистами». Задачу данной книги Троцкий ставил так: «правильно оценить то, что есть, чтобы лучше понять то, что становится». Сам автор оценил данную работу как «главное дело своей жизни».
Едва рукопись книги была представлена во Франции — в издательстве «Грасси» — она оказалась в поле зрения седьмого отдела ГУГБ СССР: подробные сведения о предполагаемой публикации и переводе (сразу на несколько европейских языков) были доложены советскому руководству. Фрагменты рукописи, а возможно и полный текст, оказались в Москве.

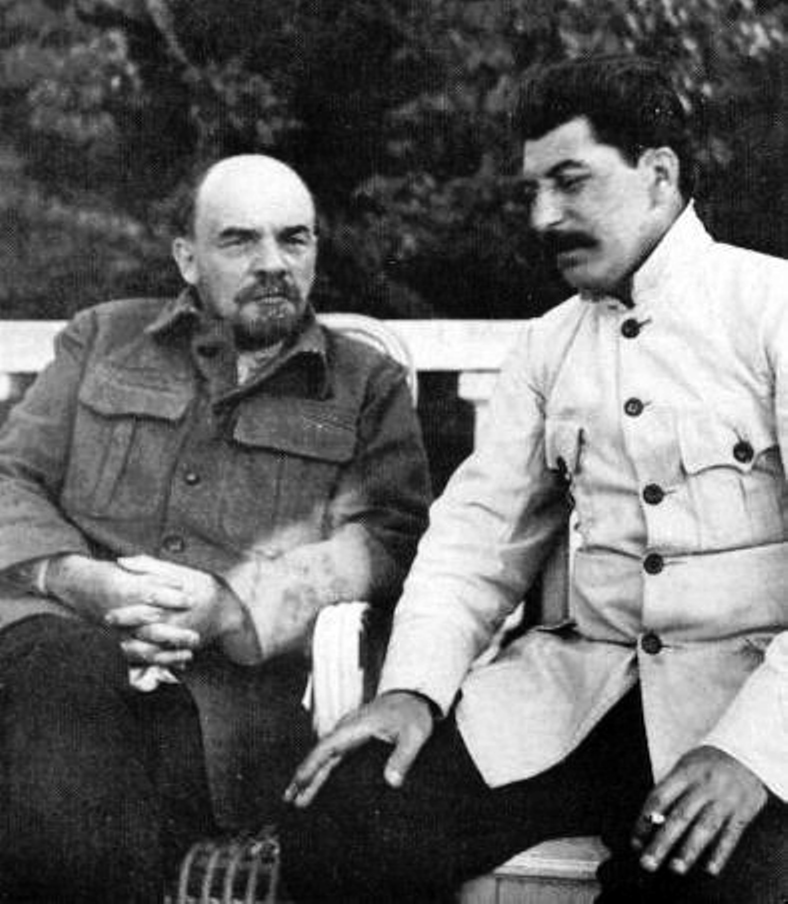
Ленин и Сталин в Горках (1922)

## Критика

### О сталинизме
Профессор Барух Кней-Пац охарактеризовал работу Льва Троцкого как «основное произведение о сталинизме». Он также обращал внимание на «подзаголовок» книги, ставший её вторым названием: предполагается, что это и есть главный вопрос, интересовавший знаменитого революционера в тот исторический период.
Авторы четырёхтомной биографии Троцкого Юрий Фельштинский и Георгий Чернявский называли книгу «Преданная революция» «одной из наиболее значительных работ» бывшего наркома, посвящённых положению дел в СССР в 1930-е годы. С этим мнением в 1990 году соглашался и историк Юрий Емельянов, называя данную книгу наиболее полным и значительным произведением Льва Давидовича, в котором суммируется как оценка СССР, так и мирового развития в общем — это его «политическое завещание», в котором «проявляются как слабость, так и сила мышления Троцкого». Несколько иного мнения придерживался советско-российский биограф Троцкого, генерал Дмитрий Волкогонов: он, ссылаясь на суждение Виктора Сержа, называл книгу яростной, но громоздкой и написанной наспех, наполненной пророчествами, жёсткими оценками и категорическими (но противоречивыми) выводами. В то же время Волкогонов считал, что именно «Преданная революция» (название которой он иногда даёт как «Революция предана») окончательно убедила Иосифа Сталина в особой опасности Троцкого: «силой своего пера… Троцкий был способен постоянно наносить идеологические, литературные удары…».
Ю. Емельянов также утверждал, что «книга представляла собой ответ [Троцкого] на многочисленные произведения видных писателей и общественных деятелей Запада с позиции симпатии к СССР», верно подмечавшего их поверхностный характер. При этом «образ Советского Союза, создаваемый Троцким… отражал не столько объективную реальность, сколько представления о [Советском союзе] вождя IV Интернационала в рамках его концепции мировой революции». В частности, «по Л. Д. Троцкому, социалистическая революция в СССР имела смысл лишь поскольку она способствовала успеху мировой революции».
Фельштинский и Чернявский обращают внимание на готовность автора использовать новые фактические данные о состоянии дел в СССР (к примеру, «многочисленные свидетельства неравномерности успехов советского производства») для пересмотра, исправления и дополнения своих теоретических схем — в то же время они отмечают его неготовность «отбросить» или пересмотреть марксистские догмы. Биографы замечают «коммунистический утопизм» и «фанатизм» Троцкого, проигнорировавшего «природу людей» и продолжавшего считать (вслед за Марксом) развитие производственных сил ключом к построению коммунизма. Они также фокусируются на качественном отличии между сталинским «обострением классовой борьбы» по мере продвижения к социализму и взглядом Троцкого на «постепенное отмирание мер административного принуждения» (в связи с наступлением «экономики изобилия»).

### Основные вопросы и ответы на них
По мнению Фельштинского и Чернявского, Троцкий в книге пытался ответить на два «коренных вопроса»: существует ли социалистическое общество в СССР и есть ли риск «капиталистической реставрации» в Советской России?
Военная интервенция опасна. Но и интервенция дешёвых товаров, в обозе капиталистических армий, была бы несравненно опаснее.
Для обозначения текущего состояния дел в Советском Союзе Лев Давыдович использовал формулировку (деформированное) «рабочее государство», резко отвергая термин «государственный капитализм». При этом отдельная глава книги была посвящена усиливающейся роли бюрократии — этого «буржуазного», по мнению Троцкого, органа:
Свинцовый зад бюрократии перевесил голову революции.
В этом «обвинительном акте против бюрократии», «резко осуждая» ошибки и просчеты в экономической политике СССР, Лев Давидович объяснял общее хозяйственное отставание России от «передовых капиталистических стран» прежде всего «отсталой исходной базой социалистического строительства». При этом, говоря о будущем Советского Союза, Троцкий предрекал возможность перерождения советской бюрократии в новый имущий класс, в котором бывшие управленцы (экспроприировав государство) станут новым «владельцами-акционерами трестов и концернов». Троцкий делал прогноз: либо рабочий класс одолеет бюрократию, либо чиновник «съест рабочее государство». Доктор экономических наук Солтан Дзарасов называл данную книгу, наряду с «Историей русской революции», «заслуживающей особого внимания». Он охарактеризовал её как «пророческий труд…, объясняющий перерождение советской системы и содержащий предсказание её будущей судьбы, оправдавшееся на наших глазах».
Кроме того, советская бюрократия «сурово осуждалась» как за меры по укреплению института семьи, который сам Лев Давидович считал устаревшим: «архаическим, затхлым и прогнившим», так и за «заботу об авторитете старшего поколения».

Фельштинский и Чернявский отмечают непоследовательность Троцкого в попытке найти социальные корни усиления партийного аппарата — этого «советского термидора», не описанного ранее в рамках марксизма. Диктатура Сталина являла собой, по мнению бывшего наркома, не что иное, как политическое выражение интересов бюрократии, совершенно оторванной от масс — «руководящая» роль партии на самом деле никуда общество не направляла, а лишь маскировала собой усиление государственной бюрократии.
В [книге] прослеживается мысль о том, что революция выродилась в тоталитарную диктатуру, которая поддерживается, как полагал Троцкий, благодаря усилиям нового класса советской бюрократии. Причиной этого вырождения, по его мнению, стало противоречие между низким уровнем развития производительных сил и насильственно навязанными им передовыми социалистическими формами. В условиях нищеты и дефицита продуктов бюрократия превратилась в верховного арбитра.
При этом попытка сравнения СССР с недавно появившимся Третьим рейхом названа Фельштинским и Чернявским «смелой», особенно в формулировке «сталинизм и фашизм… представляют собою симметрические явления. Многими чертами своими они убийственно похожи…». Из важных положений работы они также отмечают призыв Троцкого к новой революции в СССР (на этот раз против «бюрократического абсолютизма», абсолютизма «жадной, лживой и циничной касты правителей») и созданию многопартийной политической системы.
В целом же, «по аналитическому уровню, по степени обобщений» данная книга одного из «вершителей судеб» XX столетия «стояла намного выше публицистических произведений о Сталине» — являлась работой «программного характера». Дискуссии о многих тезисах, озвученных впервые в «Преданной революции» — в этом манифесте «нового троцкизма», в «одной из выдающихся книг столетия» и «библии троцкистских сект», — не утихают и в XXI веке, оказывая «существенное влияние на часть интеллигенции и студенчества в капиталистических странах».
Профессор Николай Васецкий в 1991 году утверждал, что именно в книге «Преданная революция» Троцкий дал «законченную трактовку» тезиса, «чрезвычайно важного» для всего последующего развития троцкизма — тезиса о необходимости осуществления новой политической революции в СССР. В то же время Васецкий выражал сомнения в серьёзности призыва Льва Давидовича — имевшего самое непосредственное отношение к формированию советской однопартийной системы — к «восстановлению советских партий». Он отмечал отсутствие деталей в тезисе, озвученном Троцким в книге: не ясно, какие конкретно партии (меньшевистскую, эсеровскую?) планировал возвратить из небытия бывший нарком. При этом профессор Владимир Мамонов в 1991 году обращал внимание, что сам Васецкий не включил ни одного отрывка из «Преданной революции» в первое за 61 год издание произведений Троцкого в СССР (сборник «К истории русской революции»).

### Пессимизм, авантюризм и самообман
Определяя книгу как «пронизанную пессимизмом», другой биограф Троцкого — Исаак Дойчер — обращает внимание на общую точность прогноза автора о наступающей войне, которую «у Гитлера гораздо меньше шансов, чем у Вильгельма II, довести до победы». По мнению Дойчера, в этой «концентрации трагических филиппик» Троцкий «порывал» с Советским Союзом. Ю. Емельянов считал, что это «классическое произведение марксистской литературы», созданное Львом Давидовичем, являлось «ярким свидетельством идейного тупика политического авантюризма».
Польские исследователи Ежи Вятр и Анджей Валицкий положительно относились к выводам, содержащимся в книге, — они ценили теоретическое наследие Троцкого, независимо от оценки его «практической политической деятельности». В то же время философ Лешек Колаковский и теоретик марксизма Тони Клифф вместе со своими сторонниками видели в «Преданной революции» и других антисталинских работах бывшего наркома только «отчаянный самообман» — попытку внушить миру (и самому себе) мысль о том, что «сталинский деспотизм» не имел ничего общего с Октябрьской революцией. Они также отмечали чрезмерный «оптимизм» автора относительно дальнейшей судьбы СССР.

## Влияние
Исаак Дойчер утверждал, что идеи и аргументы, высказанные Троцким в своей «самой трудной» работе — «Преданной революции», — оказали влияние на многие более поздние произведения других авторов, включая художественную литературу. К таковым он относил: книгу «Революция управляющих» Джеймса Бернхема, работы Игнацио Силона и Артура Кестлера, роман «1984» Джорджа Оруэлла, а также статьи многих советологов и «пропагандистов холодной войны».
К анализу книги обращались многие исследователи — в одной из статей западных экономистов была даже предпринята попытка формализовать и изучить подход Троцкого из «Преданной революции», используя математическую теорию катастроф.

## Издания и переводы
Книгу с самого начала предполагалось издать на нескольких языках: французский перевод осуществил Виктор Серж, на немецкий язык рукопись переводила жена немецкого троцкиста Пфюмферта, в Чехословакии изданием занимался В. Бурян. Кроме того, Троцкий получил предложение от польского издательства «Выдавництво Польске», расположенного в Варшаве. Уже в 1938 году «Преданная революция» появилась в Китае. К 1989 году только в США она была переиздана девять раз.
В 1990 году в СССР фрагмент книги — раздел «Социальные корни термидора» — вышел в Вестнике ЛГУ.

## Текст книги
- Текст книги на русском языке
- Текст книги на английском языке
- Текст книги на португальском языке